# Алиханов, Абрам Исаакович
Абрам Исаакович Алиханов (Алиханян) (арм. Աբրահամ Իսահակի Ալիխանով; 20 февраля [4 марта] 1904, Тифлис, Российская империя — 8 декабря 1970, Москва, СССР) — советский физик. Один из основоположников ядерной физики в СССР. Один из создателей первой советской атомной бомбы. Основатель Института теоретической и экспериментальной физики. Член-корреспондент (1939), академик Академии наук СССР (1943), академик Академии наук Армянской ССР (1943). Герой Социалистического Труда, трижды лауреат Сталинской премии.
Родной брат Артёма Исааковича Алиханьяна.

## Биография
Родился 20 февраля 1904 года в городе Тифлис в армянской семье. Отец был машинистом поезда. Окончил Ленинградский политехнический институт (1928).
В 1927—1941 работал в Ленинградском физико-техническом институте АН СССР. При этом в начале 1930-х работал над сооружением циклотрона Радиевого института под руководством В. Г. Хлопина вместе с Г. А. Гамовым, И. В. Курчатовым и Л. В. Мысовским.
Находился на должности ассистента Л. В. Мысовского вместе с В. Н. Рукавишниковым, размещает заказы на части установки и отслеживает их изготовление и испытание.
Входил в научно-исследовательскую группу (Б. С. Джелепов, А. И. Алиханов и А. И. Алиханьян), которые в 1934 году одними из первых наблюдали явление искусственной радиоактивности.
В 1944 году А. И. Алиханов принял участие в судьбе физического факультета МГУ.
Подписал письмо четырёх академиков В. М. Молотову, автором которого был А. Ф. Иоффе. Это письмо инициировало разрешение противостояния между так называемой «академической» и «университетской» физикой.
В 1945 году организовал Институт теоретической и экспериментальной физики, директором которого был до 1968 года (по сведениям Б. Л. Иоффе, снят с должности за отказ уволить уволить из Института начальника математического отдела А. С. Кронрода, подписавшего «письмо девяноста девяти» с требованием выпустить из психиатрической больницы математика и правозащитника А. C. Есенина-Вольпина.
20 августа 1945 года был включён в состав советского атомного проекта. В Постановлении Государственного комитета обороны № 9887сс/оп «О Специальном комитете (по использованию атомной энергии) при ГКО» он был назначен на должность учёного секретаря технического совета. В рамках проекта участвовал в создании Лаборатории № 3 Академии наук СССР (ИТЭФ), готовил создание института в комиссии в составе Б. Л. Ванникова, Н. А. Борисова и А. И. Алиханова. Готовый проект Постановления СНК СССР «Об организации Лаборатории № 3 Академии наук СССР» № 3010-895сс от 1 декабря 1945 года был откорректирован И. А. Бенедиктовым.
На заседании Специального комитета 30 ноября 1945 года ему было поручено руководить группой учёных (Л. Д. Ландау, Ю. Б. Харитон, А. Б. Мигдал, С. А. Рейнберг, М. А. Садовский, С. С. Васильев и А. П. Закощиков). Они получили задачу на основании доклада П. Л. Капицы о последствиях применения атомных бомб в Хиросиме и Нагасаки проанализировать все имеющиеся материалы и определить эффективность фактора взрывной волны, фактора теплового и фактора радиоактивного излучения.
В 1955 году подписал «Письмо трёхсот». В марте 1966 года подписал письмо 13 деятелей советской науки, литературы и искусства в президиум ЦК КПСС против реабилитации И. В. Сталина.
Первая жена — Анна Григорьевна Прокофьева (р. 1901), развелись в 1945 г. Сын — Алиханов Рубен Абрамович (р. 1926) — физик. Дочь — Прокунина (Алиханова) Седа Абрамовна (р. 1933) — редактор в Издательство иностранной литературы.
Вторая жена — Слава Соломоновна Рошаль (1916—2016), скрипачка, лауреат Всесоюзного конкурса музыкантов-исполнителей. Сын — Тигран Абрамович Алиханов (1943—2023), советский и российский пианист, профессор Московской консерватории, народный артист Российской Федерации. Дочь — Алиханова Евгения Абрамовна (р. 1949), советская и российская скрипачка, первая скрипка ансамбля «Московский струнный квартет», с 1991 г. работает в США.
Умер в Москве 8 декабря 1970 года, похоронен на Новодевичьем кладбище.

## Научная деятельность
Работы посвящены ядерной физике, физике космических лучей, физике и технике ядерных реакторов, ускорительной технике, физике элементарных частиц. В 1934 году вместе с А. И. Алиханьяном и М. С. Козодаевым открыл образование электронно-позитронной пары в результате внутренней конверсии энергии возбужденного ядра, в 1936 вместе с А. И. Алиханьяном и Л. А. Арцимовичем экспериментально доказал сохранение энергии и импульса при аннигиляции электрона и позитрона. Выполнил совместно с Алиханьяном прецизионные исследования бета-спектров большого количества радиоактивных элементов и обнаружил зависимость формы спектра от порядкового номера элемента. Они же впервые предложили идею опытов для доказательства реальности существования нейтрино по ядрам отдачи при К-захвате в 7Be, осуществили ряд экспериментов по физике космических лучей на горе Арагац, которые стимулировали развитие нового направления — физики элементарных частиц.
Принимал участие в создании первых советских ядерных реакторов, был руководителем тяжеловодного направления в ядерных реакторах. В 1949 году в рекордно короткий срок, менее двух лет, под его руководством был построен первый в СССР исследовательский реактор на тяжелой воде. Под его научным руководством был пущен в 1951 году первый промышленный тяжеловодный реактор для наработки урана 233, трития и плутония.
В 1957 году выполнил измерение продольной поляризации электронов в бета-распаде, что позволило с высокой точностью установить факт несохранения временной четности в слабых взаимодействиях.
Значительный вклад внёс в развитие экспериментальной базы физики высоких энергий. Принимал участие в сооружении В ИТЭФ первого в СССР протонного синхротрона У-7 с жёсткой фокусировкой на 7 ГэВ (вступил в строй в 1961) и закладывал основы проекта Серпуховского протонного ускорителя У-70 на энергию 70 ГэВ.

## Память
Имя присвоено Институту теоретической и экспериментальной физики.
Его именем названа улица в СВАО г. Москва в посёлке Северном.

## Работы
- A.J. Alichanow, A.J. Alichanian & B.S. Dvhelepow. A New Type of Artificial β-Radioactivity // Nature. — 1934. — Т. 133. — С. 871–872. — doi:10.1038/133871b0.
- А.И. Алиханов, А.И. Алиханьян. Искусственное получение радиоактивных элементов // УФН. — 1935. — Т. 15. — С. 281–314. — doi:10.3367/UFNr.0015.193502e.0281.
- А.И. Алиханов, А.И. Алиханьян. Новые данные о природе космических лучей // УФН. — Т. 27. — С. 22-30. — doi:10.3367/UFNr.0027.194501c.0022.
- А.И. Алиханов. Тяжёлые мезоны // УФН. — 1953. — Т. 50. — С. 481–538. — doi:10.3367/UFNr.0050.195308a.0481.
- А.И. Алиханов. Избранные труды. — М.: Наука, 1975. — 304 с.